# Artillerigatan
Artillerigatan är en gata på Östermalm och Ladugårdsgärdet i Stockholms innerstad. Den sträcker sig från Strandvägen i syd till Armfeltsgatan på Ladugårdsgärdet i norr. Gatan korsar både Karlavägen och Valhallavägen och är cirka 1,5 kilometer lång.

## Historik
Den nuvarande långa Artillerigatan var förut uppdelad på tre gatuavsnitt; Löjtnantsgatan för den södra delen (ungefär till Riddargatan), Artillerigatan (mellan Riddargatan och Storgatan) och Kvarngatan norr därom. Vid Stockholms stora namnreform 1885 blir Artillerigatan namn för hela sträckan. Namnet härrör från den stora Artillerigården och byggnaderna för kungliga artilleriet som finns vid gatans västra sida mellan Riddargatan och Storgatan. Byggnaden innehåller idag Armémuseet. Söder om Armémuseet finns hovstallet och norr om museet ligger Hedvig Eleonora kyrka från 1737.

## Galleri

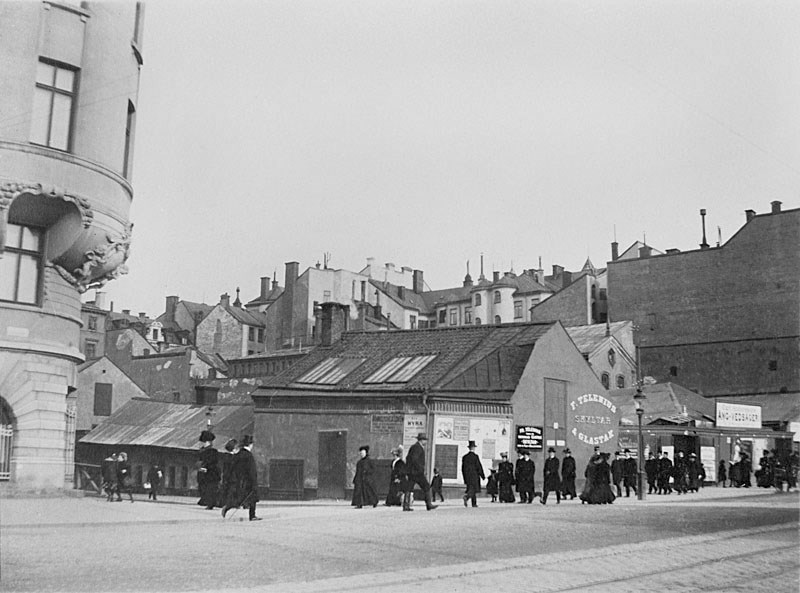
Artillerigatan 2, år 1906.
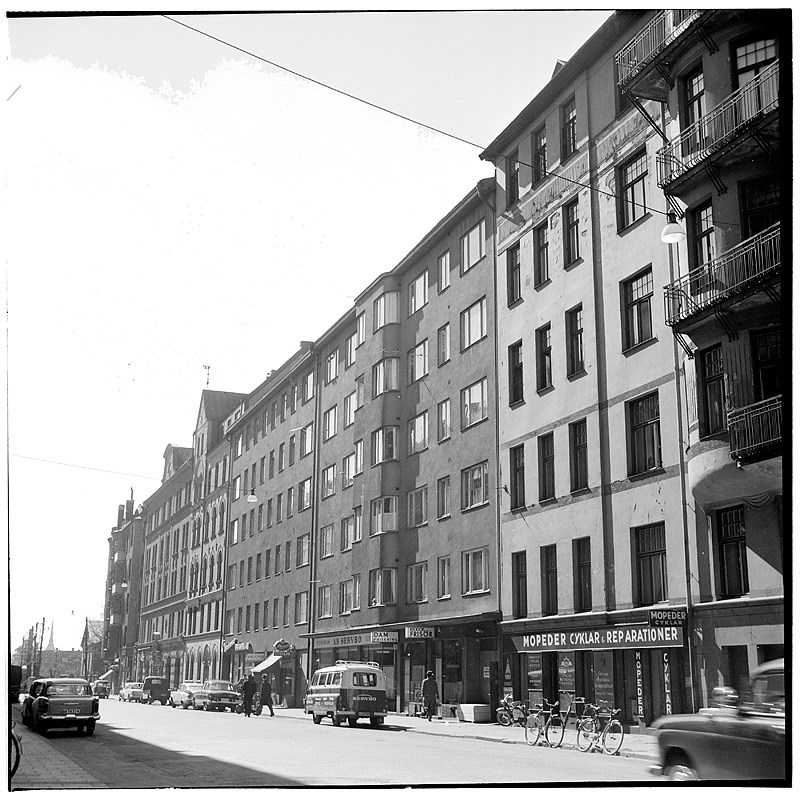
Artillerigatan söderut, år 1961.
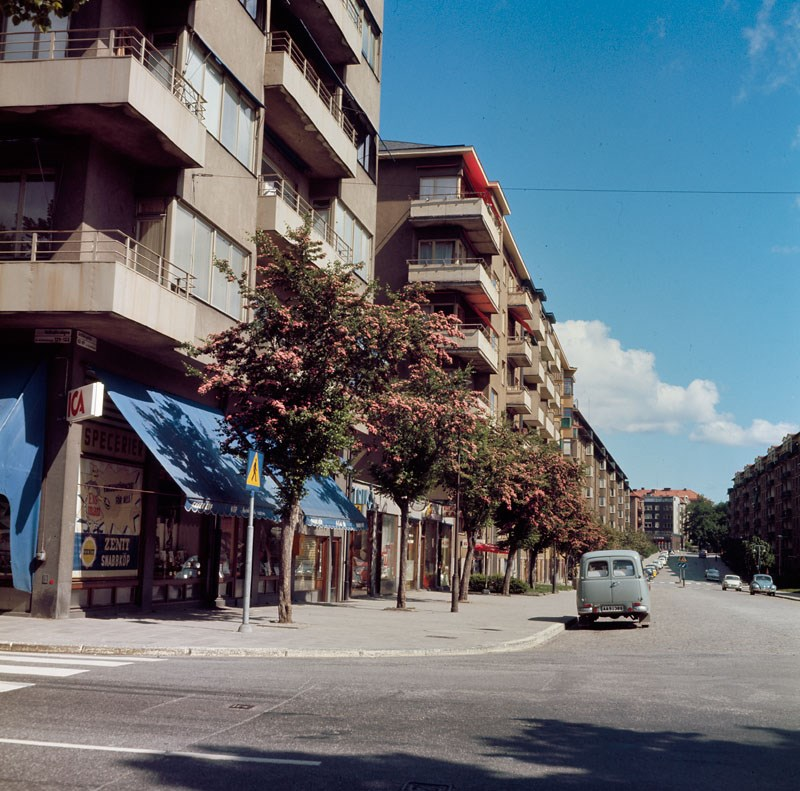
Artillerigatan sedd från Valhallavägen, juni 1967.
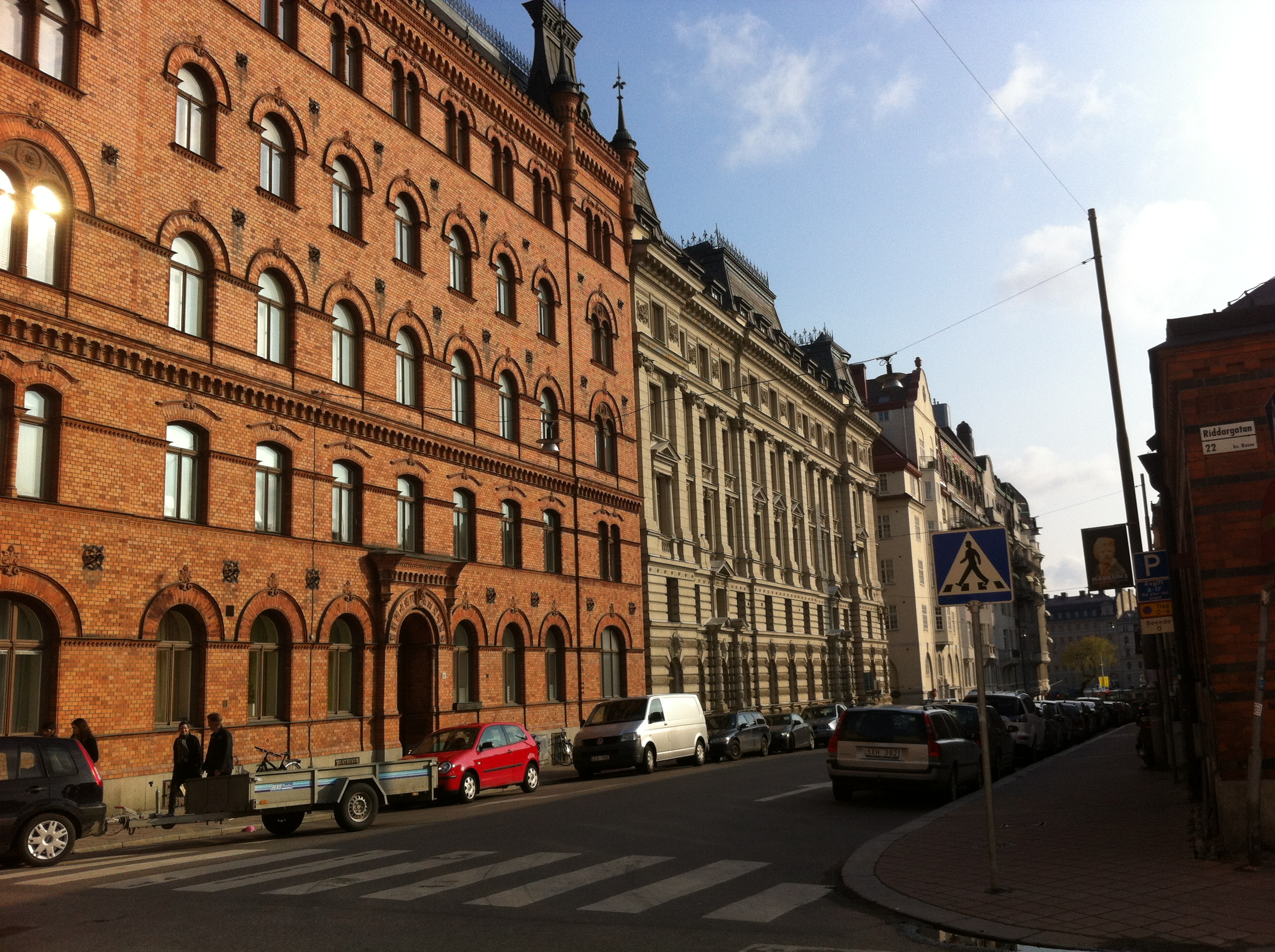
Artillerigatan sedd från Riddargatan, med Söderströmska huset i bakgrunden, april 2014.